# Meister der Holzschnitte des Mainzer Livius
Als Meister der Holzschnitte des Mainzer Livius oder Holzschnittmeister der Mainzer Livius-Illustrationen wird der Holzschnitzer bezeichnet, der die seit 1505 reproduzierten Holzschnitte zu der berühmten Druckausgabe der Texte des Livius geschaffen hat.
Diese reich illustrierte Ausgabe war von Johann Schöffer, Sohn des Gutenberg-Nachfolgers Peter Schöffer, in Mainz gedruckt worden. Die 250 Holzschnittillustrationen dazu gelten als meisterhaftes Beispiel der klassischen Holzschnittkunst in der ersten Hälfte des 16. Jahrhunderts.
Auf den Kriegs- und Schlachtenszenen sind neben Landschaften auch die Porträts bekannter Zeitgenossen des Meisters zu erkennen.
Die Holzschnitte wurden auch in späteren Livius-Ausgaben wiederverwendet, so z. B. in einer Livius-Ausgabe von 1520 in Spanien.